# Кулаков Денис Єрмилович
Дени́с Єрми́лович Кулако́в (нар. 1 травня 1986, Ізюм) — український футболіст. Виступав за юнацькі та молодіжну збірні команди України. У 2010 році взяв участь у двох товариських матчах національної збірної України.

## Клубна кар'єра
Вихованець харківського УФК, 2002 року переїхав до Донецька, де продовжив навчання в академії місцевого «Шахтаря». З 2003 року почав залучатися до ігор дорослих команд клубу, здебільшого захищав кольори «Шахтаря-2», що грав у першій лізі чемпіонату України. У вищії лізі чемпіонату у складі головної команди «Шахтаря» дебютував 19 вересня 2004 року у грі проти запорізького «Металурга», в якій відіграв один тайм та відзначився забитим голом.
На початку 2006 року переїхав до Маріуполя, де на правах оренди півтора сезони виступав за місцевий «Іллічівець». Сезон 2007/08 також на правах оренди провів у полтавській «Ворсклі», а вже з наступного сезону приєднався до полтавської команди на контрактних умовах.
Досить швидко став ключовим гравцем півзахисту «Ворскли», по результатах 2008 та 2009 років входив до списку «33 найкращі футболісти України», причому другого разу — як найкращий правий півзахисник України.
Влітку 2011 року перейшов до дніпропетровського «Дніпра». Спочатку регулярно виходив на поле в основному складі команди, згодом почав програвати конкуренцію за місце в основі.
У червні 2014 року перейшов до харківського «Металіста», уклавши з клубом трирічний контракт.
У липні 2015 року, будучи клієнтом агента Вадима Шаблія, перейшов в єкатеринбурзький «Урал», підписавши контракт на два роки. В російському клубі Денис взяв 15 номер. У складі нової команди дебютував 20 липня 2015 в матчі проти краснодарської «Кубані», Кулаков відіграв весь матч, а «Урал» переміг (2:0). У березні 2022 року повідомлялося, що Кулаков покинув російський клуб, але згодом, у вересні того ж року, футболіст повернувся до «Уралу». Завершив кар'єру у 2024 році.

## Виступи за збірні
Залучався до складу збірних команд України різних вікових категорій, дебютував у формі збірної 16 лютого 2003 року у грі збірної України U-17 проти турецьких однолітків (нічия 1:1). 
Загалом провів 23 офіційні матчі у складі юнацьких та 4 гри у складі молодіжних збірних України.
4 вересня 2010 року дебютував у національній збірній України виїзною грою проти збірної Польщі (1:1).

## Статистика
Станом на 20 листопада 2017 року.
| Сезон     | Клуб         | Ліга         | Чемпіонат | Чемпіонат | Кубок | Кубок | Єврокубки | Єврокубки |
| Сезон     | Клуб         | Ліга         | Ігри      | Голи      | Ігри  | Голи  | Ігри      | Голи      |
| --------- | ------------ | ------------ | --------- | --------- | ----- | ----- | --------- | --------- |
| 2003—2004 | «Шахтар-3»   | Друга ліга   | 7         | 0         | 0     | 0     | 0         | 0         |
| 2003—2004 | «Шахтар-2»   | Перша ліга   | 20        | 2         | 0     | 0     | 0         | 0         |
| 2003—2004 | «Шахтар»     | Вища ліга    | 1         | 1         | 0     | 0     | 0         | 0         |
| 2004—2005 | «Шахтар-2»   | Перша ліга   | 12        | 1         | 0     | 0     | 0         | 0         |
| 2004—2005 | «Шахтар»     | Вища ліга    | 1         | 0         | 0     | 0     | 1         | 0         |
| 2005—2006 | «Шахтар-2»   | Перша ліга   | 12        | 0         | 0     | 0     | 0         | 0         |
| 2005—2006 | «Шахтар»     | Вища ліга    | 0         | 0         | 1     | 0     | 0         | 0         |
| 2005—2006 | «Іллічівець» | Вища ліга    | 6         | 0         | 2     | 0     | 0         | 0         |
| 2006—2007 | «Іллічівець» | Вища ліга    | 21        | 1         | 4     | 0     | 0         | 0         |
| 2007—2008 | «Ворскла»    | Вища ліга    | 18        | 0         | 2     | 0     | 0         | 0         |
| 2008—2009 | «Ворскла»    | Прем'єр-ліга | 26        | 1         | 5     | 1     | 0         | 0         |
| 2009—2010 | «Ворскла»    | Прем'єр-ліга | 29        | 3         | 1     | 0     | 2         | 0         |
| 2010—2011 | «Ворскла»    | Прем'єр-ліга | 30        | 1         | 1     | 0     | 0         | 0         |
| 2011—2012 | «Дніпро» Д   | Прем'єр-ліга | 20        | 0         | 1     | 0     | 1         | 0         |
| 2012—2013 | «Дніпро» Д   | Прем'єр-ліга | 9         | 0         | 0     | 0     | 0         | 0         |
| 2013—2014 | «Дніпро» Д   | Прем'єр-ліга | 10        | 0         | 0     | 0     | 6         | 0         |
| 2014—2015 | «Металіст» Х | Прем'єр-ліга | 16        | 1         | 3     | 1     | 7         | 0         |
| 2015—2016 | «Урал»       | Прем'єр-ліга | 26        | 0         | 1     | 0     | 0         | 0         |
| 2016—2017 | «Урал»       | Прем'єр-ліга | 30        | 0         | 2     | 0     | 0         | 0         |
| 2017—2018 | «Урал»       | Прем'єр-ліга | 17        | 0         | 2     | 0     | 0         | 0         |

## Досягнення
- Срібний призер чемпіонату України: 2013/14
- Володар Кубка України: 2008/09
- Фіналіст Кубка Росії (2): 2016/17, 2018/19
- Найкращий правий півзахисник України 2009 року за версією газети «Команда»